# Grotte di Pugnetto
Le grotte di Pugnetto sono un insieme di cavità naturali situate presso il piccolo centro abitato di Pugnetto, in comune di Mezzenile (TO); le grotte e l'area circostante sono tutelate dall'istituzione di un SIC denominato Grotte del Pugnetto.

## Territorio
Le grotte sono collocate poco a monte della SP 249 che collega Pugnetto con Traves, e si aprono su una pendice di calcescisti. Si trovano in un territorio, quello delle Valli di Lanzo, dove i fenomeni carsici sono assenti, e rappresentano quindi un caso di studio molto interessante dal punto di vista geologico.

## Descrizione
Le grotte di Pugnetto sono una serie di cavità a poca distanza l'una dall'altra; una sola di esse, la Borna Grande o Borna Maggiore, si approfondisce abbastanza nel suolo per essere di interesse speleologico ed escursionistico. Si tratta di una grotta ad andamento sub-orizzontale su più livelli. Il suo ramo principale, detto ramo della Fontana, si sviluppa per 765 metri e possiede una sola rilevante ramificazione, il ramo della Madonna. Questo secondo ramo è così chiamato per la presenza nella sua parte terminale di una piccola statua della Madonna. Su questi due rami si aprono diverse ampie sale, il cui pavimento è punteggiato in vari punti da grossi blocchi di pietra caduti dalla volta. Al di sotto del ramo della Fontana è collocato l'unico tratto ancora attivo della grotta, nel quale scorre un piccolo ruscello. Anche nei pressi dell'ingresso della grotta esiste una zona che si approfondisce e nella quale si trova il punto più basso della Borna Grande, dove si raggiungono una trentina di metri di profondità.
All'esterno sono presenti una edicola votiva dedicata alla Madonna (localmente chiamata Madonnina delle Grotte) e varie lapidi commemorative.

## Storia
Già all'inizio dell'Ottocento la notorietà delle grotte iniziò a spingersi oltre ad un ambito puramente locale. Data ad esempio 1814 il resoconto dello zoologo dell'Università di Torino F.Bonelli che vi raccolse numerosi esemplari del chirottero Rhinolophe murin (genere Rhinolophus). Nel 1843 Giuseppe Luigi de Bartolomeis nella sua opera Notizie topografiche e statistiche sugli state sardi scriveva della grotta: ... pozzi e cavità la rendono varia all'infinito, senza che taluno abbia potuto o siasi arrischiato fino a toccarne il fine.
La grotta fu invece descritta e cartografata negli anni Venti del Novecento da Guido Muratore. Da un punto di vista entomologico fu invece Felice Capra che, in collaborazione con Giuseppe Della Beffa e Luigi Rocca, studiò la fauna delle grotte negli anni successivi al 1923. L'esplorazione dei rami inferiori fu portata a termine nel corso degli anni Ottanta del Novecento dal Gruppo Speleologico Piemontese.
Nel corso del Novecento l'accesso ai due rami principali delle grotte è stato facilitato dal tracciamento di una sorta di sentiero, a tratti scalinato; molte delle concrezioni presenti sulle pareti della Borna Grande sono state in passato asportate per essere vendute come souvenir con il nome di lacrime di Santa Maria. Verso la metà del XX secolo si progettò anche uno sfruttamento turistico della grotta, progetto che però non ebbe poi seguito.

## Protezione della natura
Le grotte costituiscono il sito di interesse comunitario (SIC) della rete europea Natura 2000 dal nome "Grotta del Pugnetto" (Codice IT1110048).

## Fauna

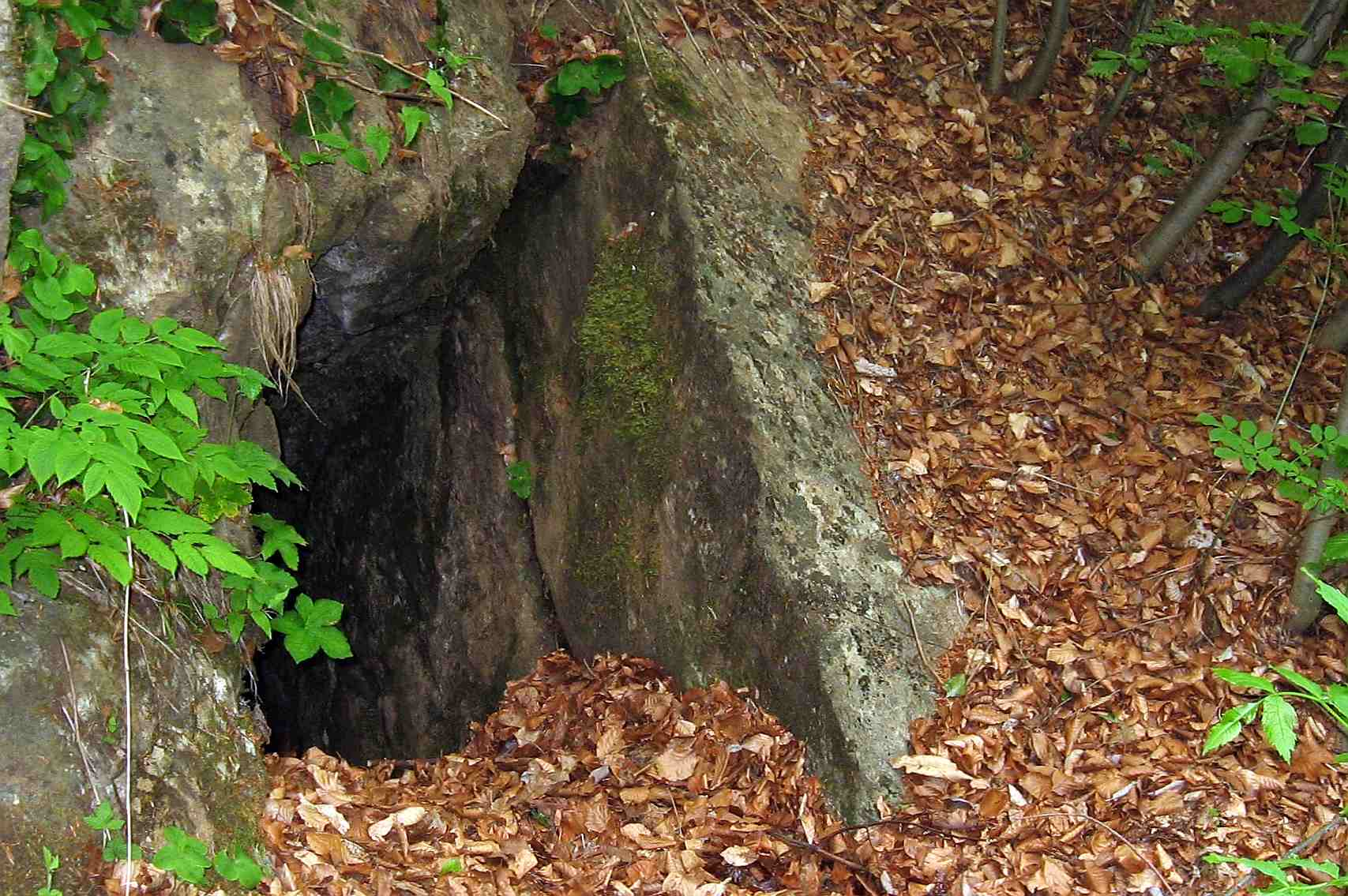
L'accesso a una delle cavità secondarie.

All'interno della grotta si ritrova la fauna tipica degli ambienti ipogei. Particolarmente significativa è la presenza di chirotteri, per proteggere i quali è stata installata una cancellata metallica all'ingresso della grotta. L'accesso è vietato tra l'inizio di novembre e la fine di marzo in modo da non disturbare il letargo dei pipistrelli. Il risveglio degli animali nella stagione fredda ne accelera infatti il metabolismo e consuma le riserve caloriche accumulate dai pipistrelli per superare il letargo. Risvegli ripetuti possono mettere in pericolo la stessa sopravvivenza dei pipistrelli, i quali durante l'inverno non possono evidentemente compensare le calorie perdute con la cattura di insetti.
Tra le altre specie presenti particolarmente rare sono Dellabeffaella roccai, un coleottero che vive nel guano depositato dai pipistrelli, e il crostaceo Trichoniscus feneriensis caprai. Quest'ultimo un tempo era considerato una specie e a sé stante e veniva denominato Alpioniscus caprai.

## Fruizione

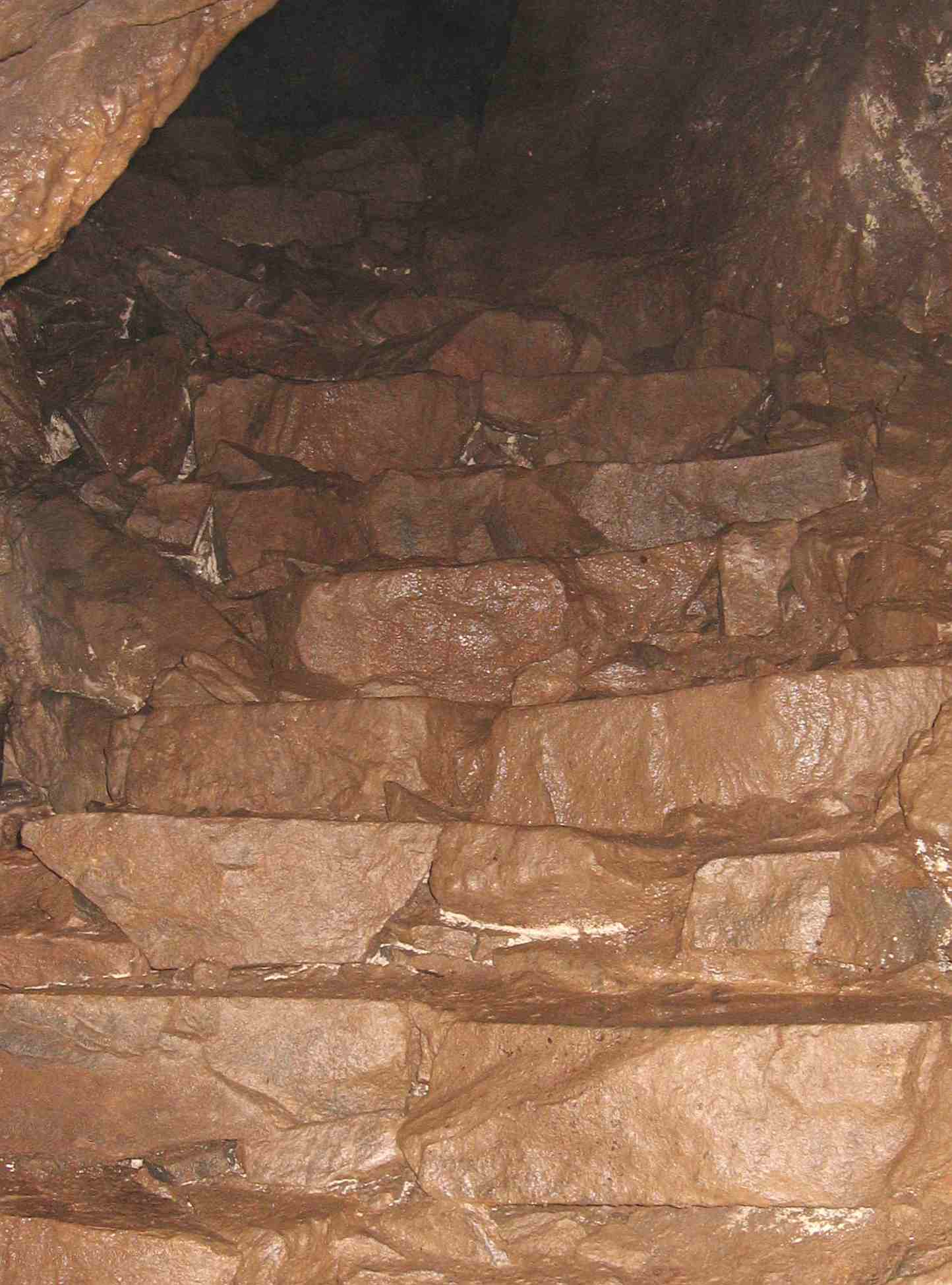
Un tratto scalinato del sentierino che percorre la grotta.

Sia il ramo principale della grotta, quello della Fontana, che il ramo della Madonna sono di accesso relativamente facile e non necessitano di una particolare formazione speleologica, ma solo di un equipaggiamento da escursionismo (tra cui possibilmente un paio di stivali e vestiti che non temano il fango) e di una buona fonte di illuminazione. Assolutamente vietato l'uso di lampade ad acetilene, le cui esalazioni sono tossiche per i pipistrelli. La discesa nei rami inferiori della grotta è invece riservata a speleologi esperti. Come già accennato, la Borna Grande è chiusa con un cancello metallico che ne impedisce l'accesso nel periodo del letargo dei pipistrelli.